# 焗豬扒飯

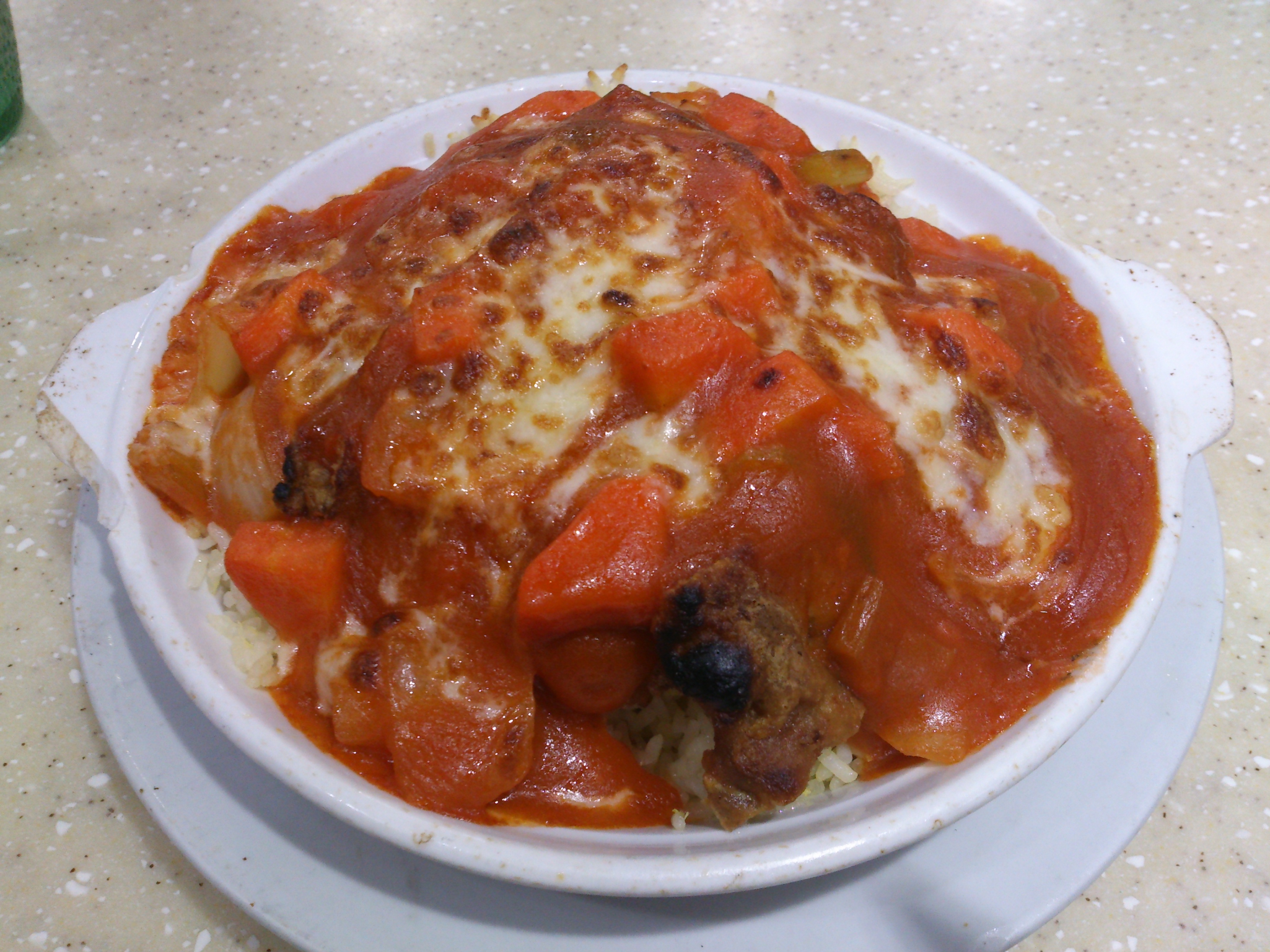
茶餐廳的焗豬扒飯（有芝士）

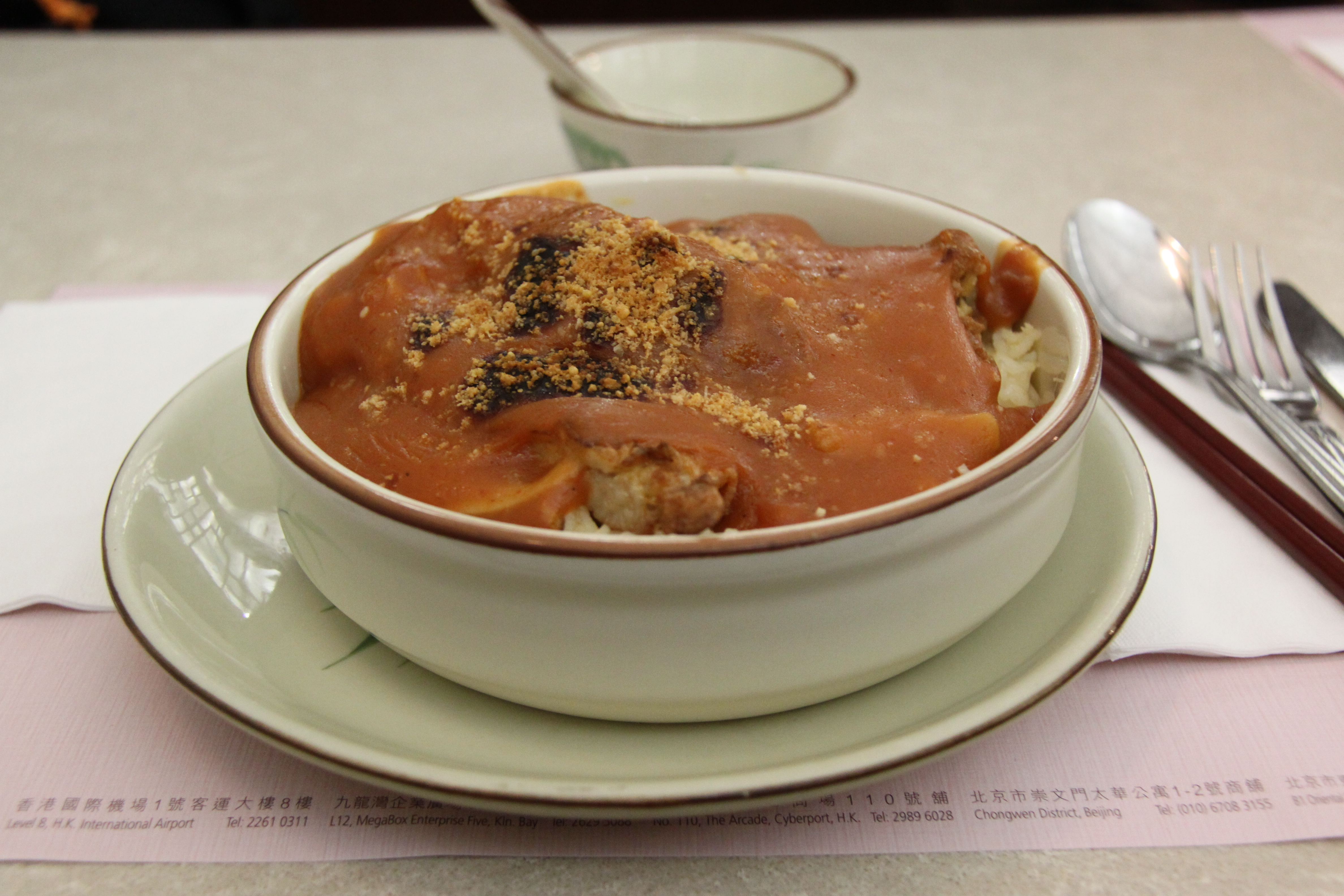
茶餐廳的焗豬扒飯（無芝士）

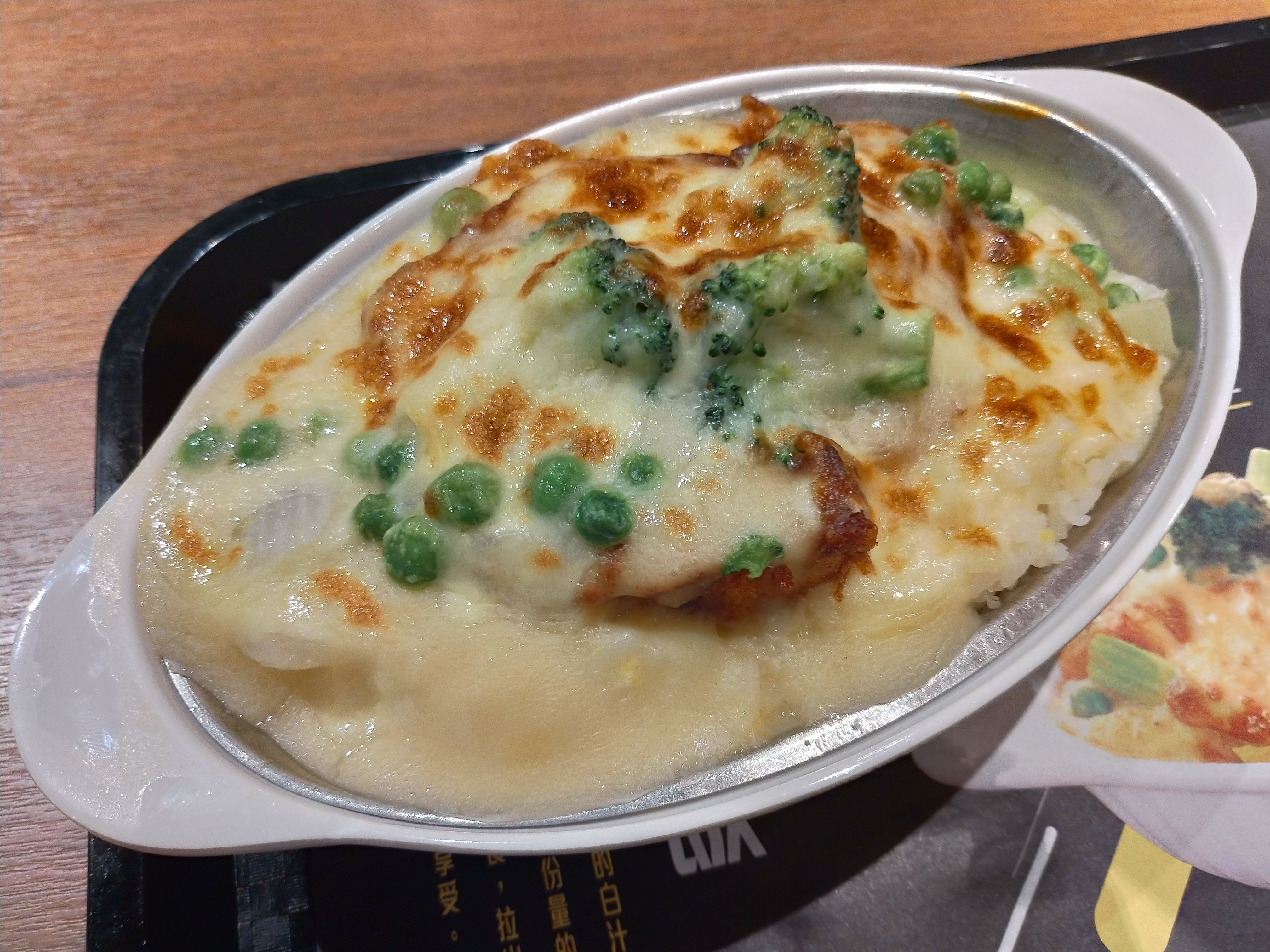
白汁芝士焗豬扒飯，使用忌廉和芝士製作的白汁取代番茄醬

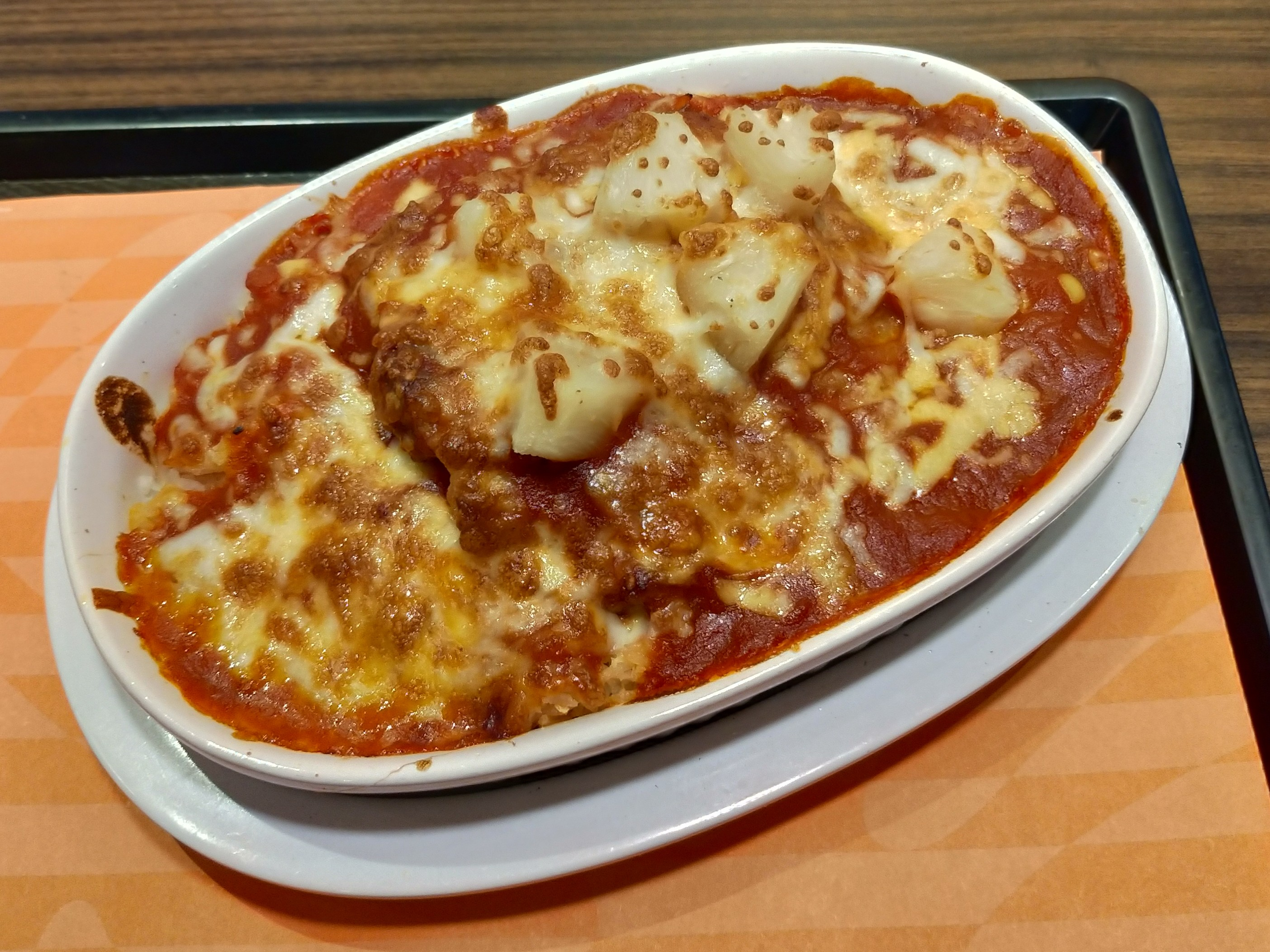
快餐店的芝士鮮茄焗豬扒飯

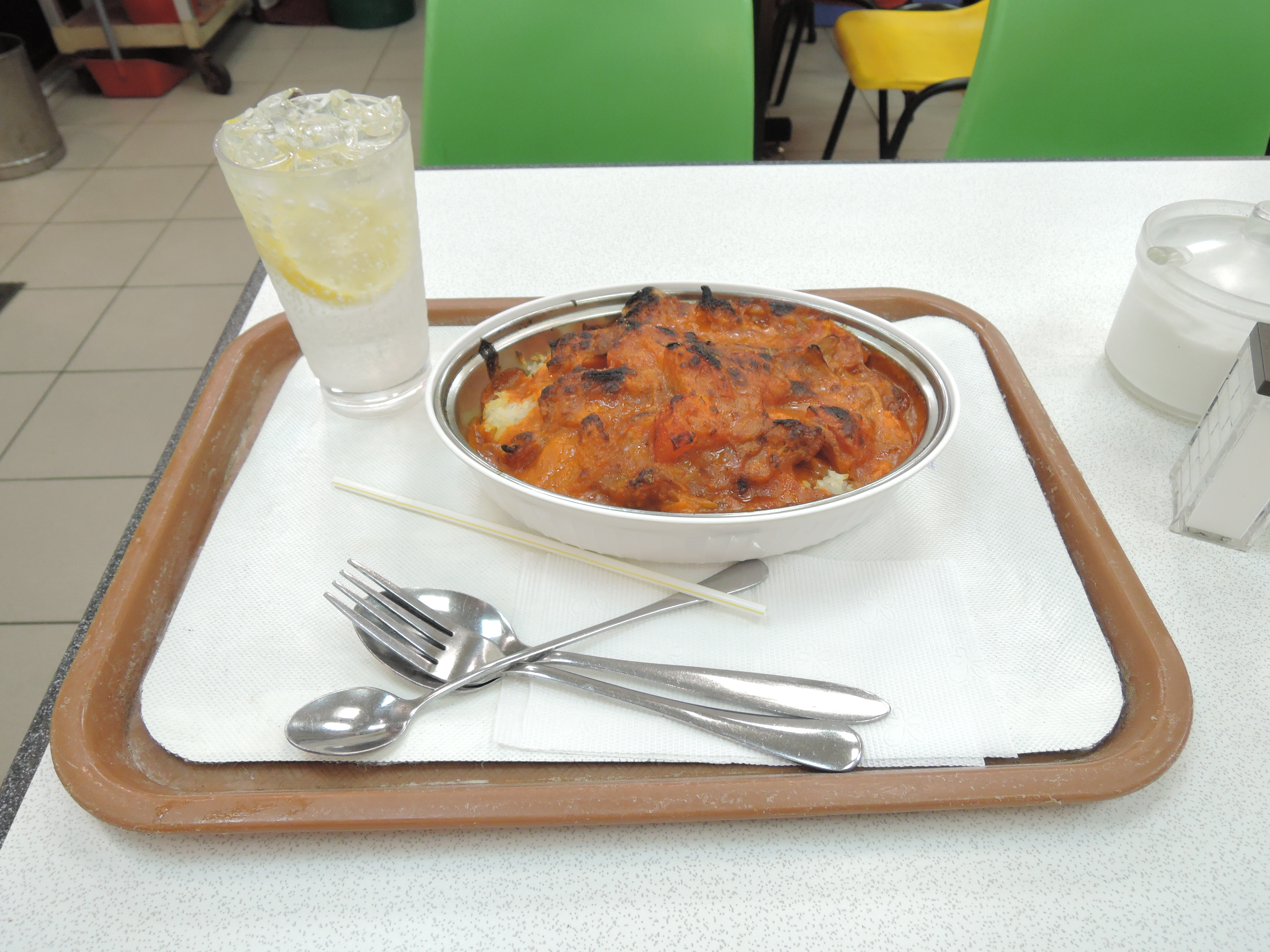
一份焗豬扒飯

焗豬扒飯（英語：Baked Pork Chop Rice），又稱焗豬排飯、烤豬排飯，簡稱焗豬，是一種西式米飯料理，源自香港，是港式西餐的代表性餐點，常見於茶餐廳和港式快餐店。

## 概要
焗豬扒飯是把已煎香的豬扒蓋在蛋炒飯上，並加入番茄及芝士等食材焗製而成。焗豬扒飯以配上番茄和茄膏烘烤而成的「鮮茄焗豬扒飯」最為常見，有些焗豬扒飯還會加入菠蘿和芝士等食材。如果把番茄糊改為白汁並配上芝士烘烤，便會成為「芝士焗豬扒飯」；如白汁加入咖哩便成為「咖哩焗豬扒飯」。焗豬扒飯是香港的代表性西式米飯料理，是港式西餐廳、茶餐廳及港式快餐店在午飯和晚飯時段常見的主餐。焗豬扒飯是港式快餐店最早出現的焗飯，根據早年為大快活代言的杜汶澤提供的舊餐牌資料，在1984年2月大快活的一盅焗豬扒飯售價為港幣8元5角。
焗豬扒飯源於香港殖民地時期，當香港的食肆在1980年代進入中國大陸市場後，也把焗豬扒飯引入內地，然而當時中國大陸的食物烹調方法，並沒有「焗」的概念，為了令顧客能夠理解這種食品，因此在中國大陸的餐牌常以「烤」字代替原本的「焗」字；另外將香港常用的「豬扒」改為「豬排」；所以「焗豬扒飯」又名「烤豬排飯」。

## 成分
製作鮮茄焗豬扒飯的基本材料，通常包括雞蛋、白飯、番茄、洋蔥、油、蒜頭、鹽、糖、醬油、生粉、上湯和茄膏。為增加焗豬扒飯的風味，芝士和迷迭香常被加入焗豬扒飯的醬料。除了番茄外，西蘭花、菠蘿和南瓜也常被用於製作焗豬扒飯的蔬菜。

## 基本做法
1. 預熱焗爐。
2. 豬扒調味。
3. 番茄、洋蔥等配料洗淨切件。
4. 打蛋變成蛋汁。
5. 蒜頭變蒜茸，用作「起鑊」。
6. 豬扒煎至金黃色，上碟備用。
7. 製作雞蛋炒飯，炒飯做好後，放入焗盅內。
8. 把豬扒放在炒飯的上面。
9. 澆上芡汁及上湯於豬扒飯之上。
10. 放入已預熱的焗爐，焗至表面呈金黃色後可食用。

## 健康問題
焗豬扒飯是香港快餐店和茶餐廳常見的碟頭飯，因為材料豐富，所以甚受歡迎，但當中的豬扒和炒飯含有高脂肪和鈉。因此有些人在自製時，只會下很少食油炒飯甚至改用白飯底；而豬扒也選擇較少脂肪的豬扒，醃製豬扒時不購買現成的醬汁，只用水、蛋漿及小許生粉來醃。

## 相關
- 豬排飯
- 西炒飯
- 鴛鴦炒飯
- 鴨腿湯飯
- 港式西餐
- 港式快餐
- 波仔飯

## 外部連接
维基共享资源上的相關多媒體資源：焗豬扒飯